# Unternberg
Unternberg è un comune austriaco di 1 015 abitanti nel distretto di Tamsweg, nel Salisburghese.

## Monumenti e luoghi d'interesse
- Castello di Moosham